# Чумаков, Виктор Алексеевич
Виктор Алексеевич Чумаков (1899—1967) — советский военачальник, генерал-майор (1940), участник Гражданской, Советско-финляндской и Великой Отечественной войн.

## Биография
Родился 15 ноября 1899 года в селе Солодовка, Астраханской губернии.
С 1918 года призван в ряды РККА, с 1919 года направлен для обучения на армейские кавалерийские курсы при Первой конной армии. С 1919 года участник Гражданской войны в составе 11-й кавалерийской дивизии в должностях командира эскадрона и помощника командира кавалерийского полка, воевал на Царицынском и Южном фронтах. С 1921 по 1923 год обучался в Высшей кавалерийской школе РККА. С 1923 по 1929 год служил в составе 4-й кавалерийской дивизии в должности командира эскадрона и начальника штаба кавалерийского полка. С 1929 по 1930 год обучался на курсах «Выстрел».
С 1930 по 1933 год служил в Управлении высших учебных заведений РККА в должности помощника начальника сектора. С 1933 по 1937 год служил в составе 22-й кавалерийской дивизии в должности командира 35-го кавалерийского полка. С 1937 по 1938 год — командир 3-й отдельной кавалерийской бригады. С 1939 года участник Советско-финляндской войны. С января по октябрь 1940 года — начальник штаба 113-й и 7-й стрелковой дивизии и командир 62-й стрелковой дивизии. С 1940 по 1941 год обучался в Военно-воздушной академии РККА имени Н. Е. Жуковского. С мая по сентябрь 1941 года — командующий ВВС 11-й армии, участник Великой Отечественной войны с первых дней в составе Северо-Западного фронта. С 1941 по 1942 год — начальник штаба ВВС Северо-Западного фронта. С 1942 по 1943 год — заместитель командующего 6-й воздушной, 4-й воздушной и 26-й армий.
С 1943 по 1945 год на педагогической работе в Военной академии имени М. В. Фрунзе в должностях старшего преподавателя кафедры авиации и начальника курса. С 18 марта по 24 августа 1945 года — заместитель командующего 26-й армии. 29 июня 1945 года Указом Президиума Верховного Совета СССР за успешное и умелое руководство наступлением армии в Австрии, за умелую организацию управлением войск 135-го стрелкового корпуса атакованного немецким корпусом, и благодаря решительным и умелым действиям восстановившим прежнее положение был награждён Орденом Богдана Хмельницкого I степени. С 1945 по 1956 год на научно-педагогической работе в Военной академии имени М. В. Фрунзе в должности начальника курса.
С 1956 года в запасе.
Скончался 12 марта 1967 года в Москве, похоронен на втором Донском кладбище.

## Награды
- Орден Ленина (06.11.1945)
- четыре ордена Красного Знамени (21.03.1940, 23.11.1942, 03.11.1944, 20.06.1949)
- Орден Богдана Хмельницкого I степени (29.06.1945)
- Орден Кутузова II степени (13.09.1944)
- Орден Красной Звезды (16.08.1936)
- Медаль «За победу над Германией в Великой Отечественной войне 1941—1945 гг.»[7][8]